# Tafernwirtschaft

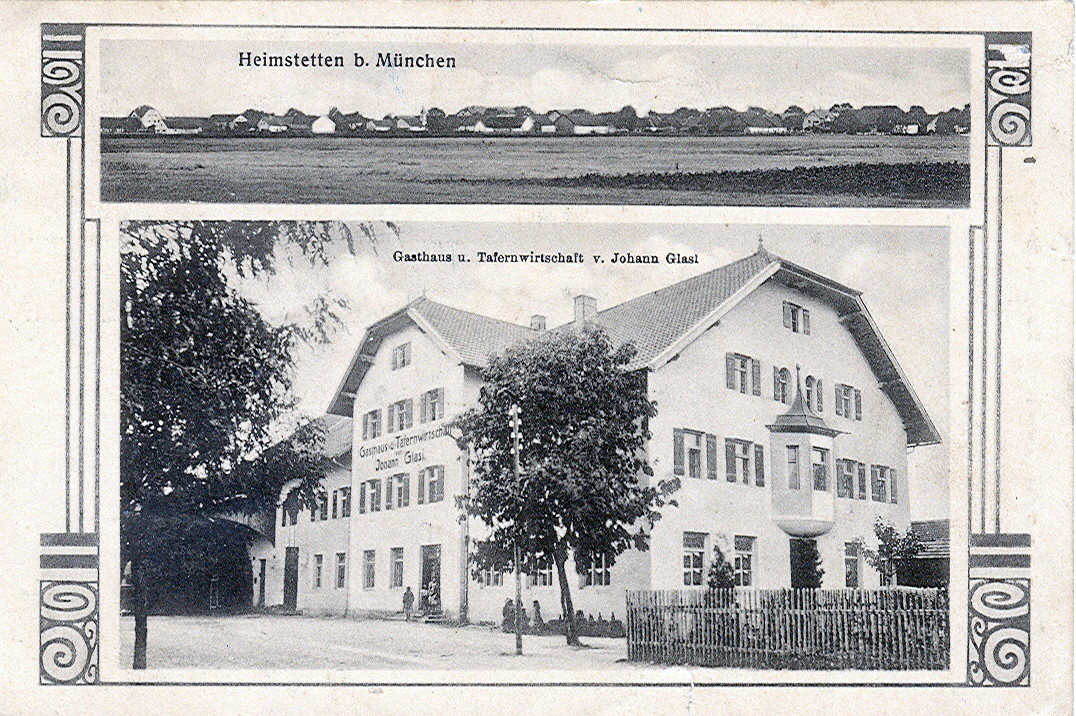
Ehemaliges Gasthaus und Tafernwirtschaft von Johann Glasl in Heimstetten in Bayern (historische Ansichtskarte von 1918)

Taferne, Taverne (von lateinisch taberna: Hütte/Laden/(Schau)-bude/Gasthaus, dann auch taberna publica) oder Tafernwirtschaft bzw. Tavernwirtschaft sind alte Bezeichnungen für eine Gaststätte.
Davon sind verschiedene Ortsnamen abgeleitet, wie etwa Tafern in Bayern. Tafers im Schweizer Kanton Freiburg wird auf das lateinisch-romanische tabernas zurückgeführt, das seinen Ursprung im Lateinischen ad tabernas („beim Gasthof“) haben dürfte. Archäologisch belegt ist die Herkunft des Ortsnamens im Falle von Tawern in Rheinland-Pfalz. Tabernae (Plural) war auch der Name der römischen Siedlung, aus der Rheinzabern hervorgegangen ist.

## Geschichte
Der Wirt einer Taferne oder Tafernwirtschaft, Taferner oder Tafernwirt genannt, hatte in früheren Zeiten das Tafernrecht inne. Dieses Recht, in etwa mit der heutigen Gaststättenkonzession vergleichbar, beinhaltete verschiedene Privilegien. Es wurde vom Landesherrn verliehen.

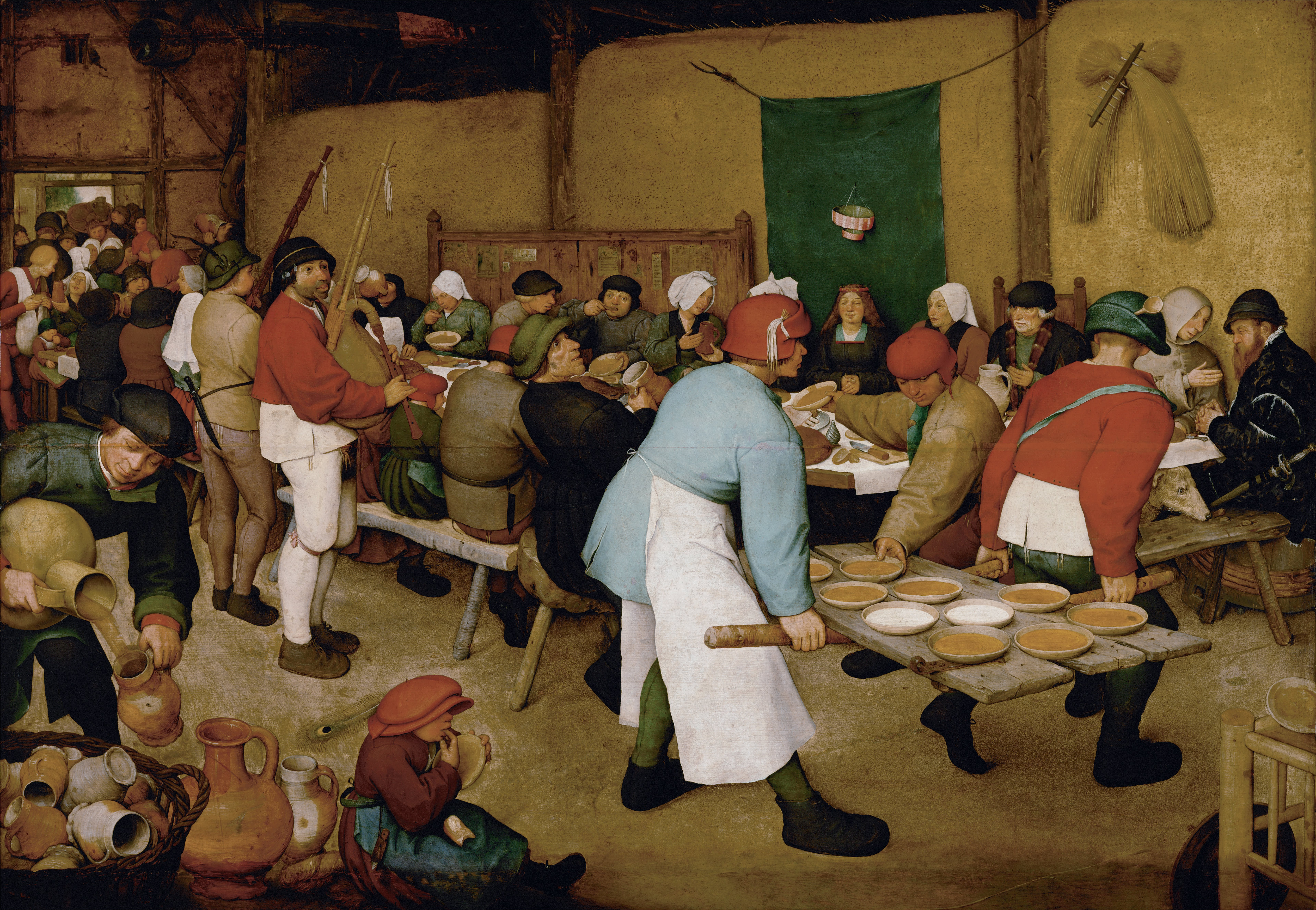
Die Bauernhochzeit, Gemälde von P. Brueghel d. Ä.

Danach hatte der Wirt einer Tafernwirtschaft, einer sogenannten „vollkommenen Wirtschaft“, nicht nur das öffentliche Schank- bzw. Krugrecht, das Herbergs- und Gastrecht sowie die Fremdenstallung (die Versorgung und das Unterstellen der Zug- und Reittiere), sondern er durfte auch Verlöbnismähler (Häftlwein), Hochzeiten, Stuhlfeste, Tauf- und sonstige festliche Mähler ausrichten. Der Wirt durfte Bier, Wein und Branntwein ausschenken. Mit Wein wurden früher Rechtsgeschäfte betrunken. Daran erinnert heute noch der Weinkelch im Zunftschild. Zum Tafernrecht gehörte auch das Braurecht, das Brennrecht und die Backgerechtigkeit, also das Recht, einen Backofen anzulegen und Brot zu backen.
Eine Tafernwirtschaft musste wandernde Handwerksgesellen gegen Geld oder handwerkliche Gegenleistungen beherbergen, sie hatte also eine soziale Verpflichtung. Ferner wurde bei Todesfällen der Leichenschmaus in der Taferne abgehalten sowie die Nachlassverhandlung geführt. War kein Amtshaus vorhanden, fanden dort auch Gerichtsverhandlungen statt (vgl. Erbgericht). Die Taferne war der kommunale Mittelpunkt in weltlichen Angelegenheiten der Bewohner des Dorfes.
Ein Wirt ohne Tafernrecht war lediglich Zapfwirt.

## Tafernwirtschaften in der Gegenwart
Im süddeutschen Raum ist diese Bezeichnung für ein Gasthaus immer noch in Gebrauch, wobei die Bedeutung regional variiert, vom bescheidenen Gasthaus, Schankwirtschaft bis zum stattlichen Wirtshaus mit Hotel oder Pension. Sowohl die Schreibweise „Tafernwirtschaft“ als auch „Tavernwirtschaft“ wird benutzt. In der Schweiz und in Österreich wird hingegen die Schreibung mit „v“, nach dem Vorbild von italienisch taverna, bevorzugt. Der Ersatz des „v“ durch „f“ ist durch die mittelhochdeutsche Phonologie bedingt, wo [v] kein eigenes Phonem war, sondern lediglich ein Allophon von /f/ (vgl. den sehr ähnlichen Fall „Tafel“, mhd. „tavel(e)“, ahd. „tavala“, „tabul(a)“ aus lat. tabula, woraus ital. tavola).